# Zanstra (cráter)

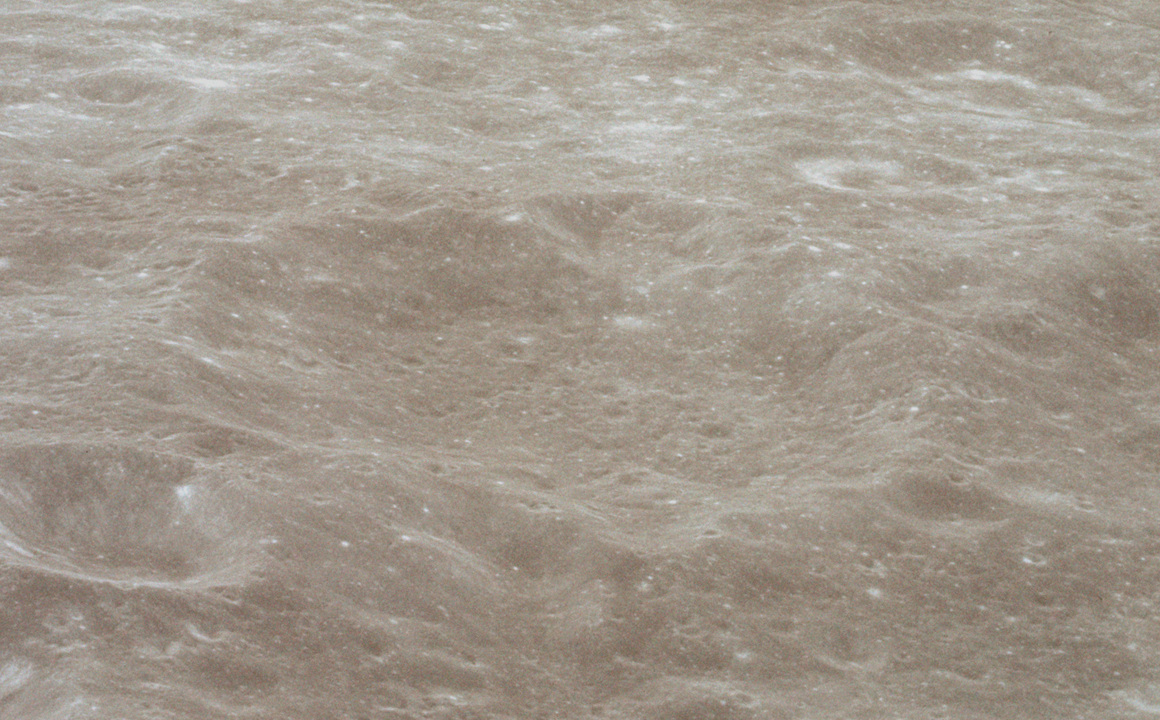
Vista oblicua mirando al noroeste desde el Apolo 17

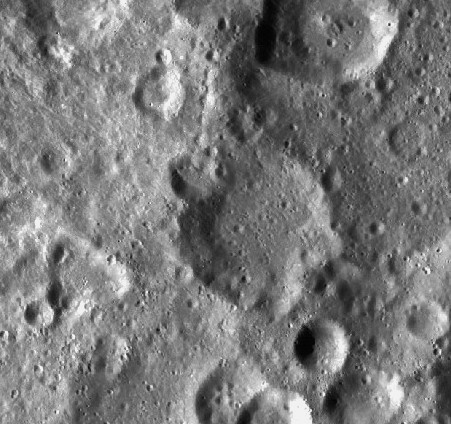
Fotografía de la misión Lunar Reconnaissance Orbiter

Zanstra es un cráter de impacto perteneciente a la cara oculta de la Luna. Se encuentra al sureste del par de cráteres formado por Ibn Firnas y King, al suroeste de Morozov y al noroeste de Gregory.
|  |

Es una formación baja y erosionada, difícil de distinguir de su entorno. El suelo interior es plano, sin rasgos particulares destacables.
Lleva el nombre del astrónomo holandés Herman Zanstra.

## Cráteres satélite
Por convención estos elementos son identificados en los mapas lunares poniendo la letra en el lado del punto medio del cráter que está más cercano a Zanstra.
|         | \| Zanstra \| Coordenadas \| Diámetro \| \| ------- \| ---------------------------- \| -------- \| \| A \| 4°30′N 125°12′E / 4.5, 125.2 \| 36 km \| \| K \| 2°00′N 125°12′E / 2.0, 125.2 \| 14 km \| \| M \| 1°06′N 125°00′E / 1.1, 125.0 \| 23 km \| |          |
| Zanstra | Coordenadas | Diámetro |
| A       | 4°30′N 125°12′E / 4.5, 125.2 | 36 km    |
| K       | 2°00′N 125°12′E / 2.0, 125.2 | 14 km    |
| M       | 1°06′N 125°00′E / 1.1, 125.0 | 23 km    |